# 永平街道
永平街道，是中华人民共和国广东省广州市白云区下辖的一个乡镇级行政单位。

## 行政区划
永平街道下辖以下地区：
元下田社区、新南庄社区、平中社区、磨刀坑社区、官厅窿社区、春庭花园社区、白云堡豪苑社区、云山居社区、集贤苑社区、东恒社区、松涛北苑社区、颐和山庄社区、集贤庄社区、云泉居社区、蝶云天社区、解放庄社区、新兴白云花园社区、云山诗意家园社区和依云天社区。

## 交通

### 地铁
█14号线：白云东平站